# Het lezen
Het lezen (Frans: La lecture) is een schilderij van Édouard Manet. Het is een portret van zijn vrouw Suzanne en zijn (stief)zoon Léon. Vermoedelijk is het werk rond 1865 geschilderd en later, tussen 1873 en 1875, bijgewerkt, waarbij het portret van Léon is toegevoegd. Tegenwoordig maakt het werk deel uit van de collectie van het Musée d'Orsay in Parijs.

## Voorstelling
Suzanne Leenhoff werd in 1849 in dienst genomen als pianolerares in huize Manet, waar zij een verhouding met Édouard kreeg. Op 29 januari 1852 beviel zij van een zoon, Léon. Hoewel Manet peter was tijdens de doop, erkende hij Léon nooit als zijn zoon. Over het vaderschap van de jongen doen dan ook verschillende theorieën de ronde. Zowel Manet als zijn vader worden als mogelijkheid geopperd. In de officiële papieren wordt als vader ene Koëlla genoemd, over wiens identiteit niets bekend is, maar die wel zijn achternaam aan Léon gaf, vaak in combinatie met die van zijn moeder. Pas na de dood van zijn vader in 1862 trouwt Manet met Suzanne, op 28 oktober 1863 in Zaltbommel, haar geboorteplaats.
Het kleurenpalet van Het lezen is opmerkelijk licht vergeleken met andere werken uit Manets beginperiode. Het transparante wit van de jurk van Suzanne, de gordijnen en de bank wordt onderstreept door enkele donkere details, zoals het ceintuur, het collier en de oorbel. Het schilderij, dat een grote luminositeit uitstraalt, kan beschouwd worden als een vroeg voorbeeld van het impressionisme. De Amerikaanse schilder James McNeill Whistler zou als inspiratiebron gediend kunnen hebben; zijn Het witte meisje had op de Salon des Refusés van 1863 veel stof doen opwaaien, evenals Manets Le déjeuner sur l'herbe. Dezelfde fascinatie voor witte kleding kan bijvoorbeeld teruggevonden worden in Renoirs vroege meesterwerk Lise met parasol, dat enkele jaren later zou ontstaan.
Op het schilderij luistert Suzanne geconcentreerd naar haar zoon, die voorleest uit een boek. Het lezen was in de tweede helft van de negentiende eeuw een belangrijk tijdverdrijf voor de gegoede klasse. De figuur van Léon is in een geheel andere stijl geschilderd. Dit maakt het waarschijnlijk dat het hier een latere toevoeging betreft. Het ogenschijnlijk kleine leeftijdsverschil tussen moeder en zoon is hier een andere indicatie voor.

## Herkomst
- 1884: het schilderij is te zien op een overzichtstentoonstelling na het overlijden van Manet.
- 1890: door Suzanne Manet verkocht aan prinses Edmond de Polignac, geboren Winnaretta Singer, voor een bedrag van 3.500 Franse frank.
- 1944: nagelaten aan het Musée du Louvre.
- 1947: overgebracht naar de Galerie nationale du Jeu de Paume.
- 1986: overgebracht naar het Musée d'Orsay.

## Afbeeldingen

Symfonie in wit nr. 1 (Het witte meisje) - James McNeill Whistler
Lise met parasol - Pierre-Auguste Renoir